# Tiffany (nome)
Tiffany  è un nome proprio di persona inglese femminile.

## Varianti
- Femminili: Tiffani[1], Tiffanie, Tiffiny[1], Tiphanie[1]

## Origine e diffusione
Si tratta di una variante inglese medievale del nome Theophania (che deriva dal greco antico Θεοφάν(ε)ια?, Theophán(e)ia, "manifestazione di Dio"). Tradizionalmente, veniva imposto alle bambine nate nel giorno dell'epifania. 
Cadde in disuso dopo il Medioevo, per essere riportato in voga dopo il successo del film del 1961 Colazione da Tiffany (dove però il nome era riferito all'omonima catena di negozi di gioielleria).

## Onomastico
Nessuna santa porta il nome Tiffany, che quindi è adespota; l'onomastico può essere festeggiato il 1º novembre, in occasione di Ognissanti, oppure lo stesso giorno del nome Teofane, da cui deriva.

## Persone
- Tiffany, cantante statunitense

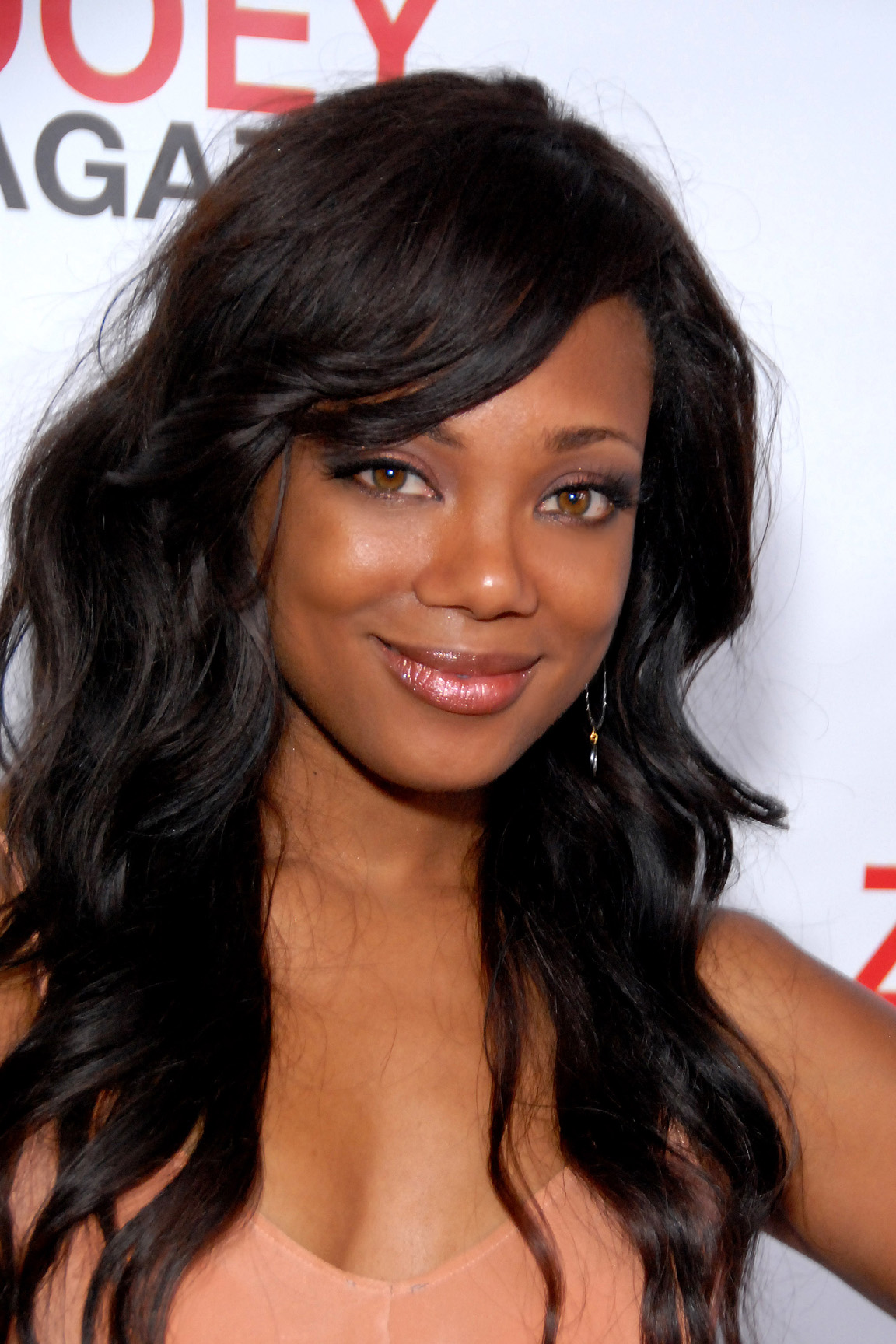
Tiffany Hines

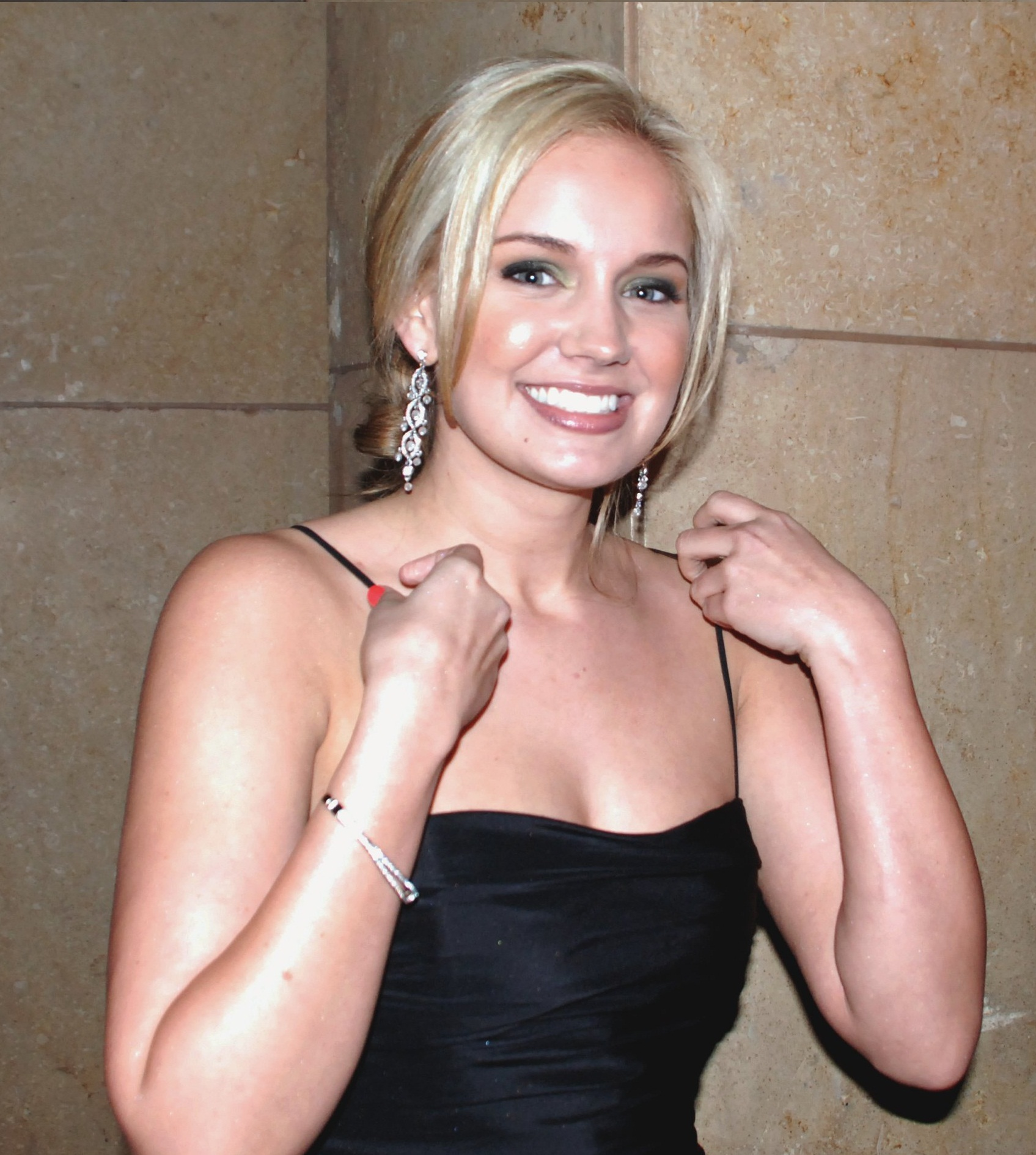
Tiffany Thornton

- Tiffany Alvord, musicista, cantante e attrice statunitense
- Tiffany Brissette, attrice statunitense
- Tiffany Cohen, nuotatrice statunitense
- Tiffany Cromwell, ciclista su strada australiana
- Tiffany Fallon, modella statunitense
- Tiffany Géroudet, schermitrice svizzera
- Tiffany Hayes, cestista statunitense
- Tiffany Hines, attrice, modella e ballerina statunitense
- Tiffany Hopkins, pornoattrice francese
- Tiffany Jackson, cestista statunitense
- Tiffany Limos, attrice statunitense
- Tiffany Mynx, regista e pornoattrice statunitense
- Tiffany Porter, atleta statunitense naturalizzata britannica
- Tiffany Stansbury, cestista statunitense
- Tiffany Thornton, cantante e attrice statunitense
- Tiffany Wait, cestista statunitense
- Tiffany Walker, pornoattrice irlandese
- Tiffany Williams, atleta statunitense
- Tiffany Xu, attrice e modella taiwanese naturalizzata italiana

### Varianti
- Tiffanie Anderson, cantante e ballerina statunitense
- Tiphanie Doucet, attrice, cantante, ballerina, musicista, compositrice e fotografa francese
- Tiffani Johnson, cestista statunitense
- Tiffani Thiessen, attrice statunitense

## Il nome nelle arti
- Tiffany è un personaggio del romanzo di Angela Carter Figlie sagge.
- Tiffany è un personaggio del film del 2005 Ice Princess - Un sogno sul ghiaccio, diretto da Tim Fywell.
- Tiffany è un personaggio del film d'animazione del 2007 Tiffany e i tre briganti, diretto da Hayo Freitag.
- Tiffany Aching è un personaggio di alcuni romanzi della serie del Mondo Disco scritta da Terry Pratchett, fra cui L'intrepida Tiffany e i Piccoli Uomini Liberi, Un cappello pieno di stelle e La corona di ghiaccio.
- Tiffany Auber è un personaggio della serie animata Il lungo viaggio di Porfi.
- Tiffany Case è un personaggio del romanzo di Ian Fleming Una cascata di diamanti e dell'omonimo film del 1971 da esso tratto.
- Tiffany Malloy è un personaggio della serie televisiva E vissero infelici per sempre.
- Tiffany Maxwell è un personaggio del film del 2012 Il lato positivo, diretto da David O. Russell.
- Tiffany Welles è un personaggio della serie televisiva Charlie's Angels.
- Tiffany Zinna è un personaggio della serie web Sexy Spies.